# 岩手大学の人物一覧
岩手大学の人物一覧（いわてだいがくのじんぶついちらん）
は、岩手大学に関係する人物の一覧記事。

## 盛岡高等農林学校
（生年順）
- 獅子内謹一郎（アマチュア野球選手）
- 佐々木家寿治（宮城県知事）
- 池田良介（技術者）
- 宮沢賢治（詩人、童話作家）
- 小菅健吉（教育者）
- 千島喜久男（岐阜大学教授）
- 三木茂（植物学者）
- 中村直（岩手県知事、衆議院議員）
- 中川俊一（古川市長）
- 北村正哉（青森県知事）
- 樋渡宏一（東北大学名誉教授）
- 駒形和男（東京大学名誉教授）

## OB・OG

### 政治
- 進藤金日子（参議院議員、総務大臣政務官、元農林水産省中山間地域振興課長）
- 山本賢一（岩手県軽米町長、元岩手北部農業共済組合二戸家畜診療所長）
- 鈴木俊夫（秋田県湯沢市長、元秋田県議会議員）
- 桜井勝延（福島県南相馬市長、元南相馬市議会議員）
- 加藤麻衣（岩手県盛岡市議会議員、人権活動家）

### 経済
- 佐々木繁（富士通最高技術責任者、富士通研究所社長、東京理科大学上席特任教授）
- 柴山育朗（伊藤ハム社長、日本ハム・ソーセージ工業協同組合理事長、日本食肉加工協会会長）
- 藤元隆一（元東北銀行副頭取）
- 森谷浩一（パイオニア社長）
- 山口毅（コンサルティングファーム社長、司法書士）
- 吉澤和弘（NTTドコモ社長、電気通信事業者協会副会長）

### 行政・司法
- 森澤敏哉（農林水産省北陸農政局長、元農林水産省大臣官房企画官）
- 大巻忠一（弁護士、元北海道弁護士会連合会副理事長、元函館弁護士会会長）

### 学界
- 小山田了三（物性工学者、技術史学者、富士大学学長）
- 七宮涬三（歴史学者、富士大学名誉教授）
- 田山淳（心理学者、早稲田大学教授）
- 村山元展（農学者、高崎経済大学学長）
- 山口勉功（金属工学者、早稲田大学教授、東京大学客員教授）

### 文化
- 村上善男（美術家、弘前大学名誉教授）
- きたがわてつ（シンガーソングライター）
- 瓜田華菜子（ローカルタレント・フリーアナウンサー）
- 澤口たまみ（エッセイスト、絵本作家）
- 鳴海真希子（歌手）
- 佐々木駿（トランペット奏者）
- 福田道生（アニメーター、アニメーション監督）
- 菊池恩恵（実業家・小説家）
- 鴨沢祐仁（漫画家・イラストレーター）
- 岩本太郎（フリーライター）
- 馬場葉子（ジャズピアニスト）
- 中村敏（牧師）
- 三浦隆一   （空想委員会）
- 若竹千佐子（芥川賞作家）
- 日食なつこ（シンガーソングライター）
- 村民代表南川（お笑い芸人）

### マスコミ
- 田中順子（旧姓 桜田、元テレビ岩手・日本テレビアナウンサー・フリーアナウンサー）
- 高橋美佳（元テレビ岩手アナウンサー）
- 古舘友華（テレビ岩手アナウンサー）
- 石田麻衣（元IBC岩手放送アナウンサー・フリーアナウンサー）
- 土村萌（IBC岩手放送アナウンサー）
- 大久保悠（東北放送アナウンサー）

### スポーツ
- 三浦翔太（元プロ野球選手）
- 八木快（プロ野球指導者）
- 鳴尾直軌（元サッカー選手）
- 山谷紘大（サッカー選手）
- 野上淳史（プロバスケットボール選手）
- 下山大地（プロバスケットボール選手）
- 田中舘洸（プロバスケットボール選手）
- 吉田清司（バレーボール指導者）
- 藤井基男（元卓球選手）
- 狩野亮（チェアスキーヤー）
- 伊東秀紀（競技ダンサー）
- 佐藤洸彬（フィギュアスケート選手、教育学部在学中）
- 高橋英輝（陸上競技競歩選手）
- 菊地孝平（競艇選手）

## 著名な教員
- 麻田雅文 - 人文社会科学部人間文化課程准教授
- 海妻径子 - 人文社会科学部人間文化課程教授
- 樋口知志 - 人文社会科学部人間文化課程教授
- 横井雅明 - 人文社会科学部人間文化課程教授
- 藤本幸二 - 人文社会科学部地域政策課程教授
- 成田晋也 - 理工学部物理・材料理工学科教授

## 元教員
- ヨハネス・ルードヴィヒ・ヤンソン（獣医学者）
- 森嘉兵衛（歴史学者、岩手県の郷土史における先駆者、名誉教授）
- 鷹觜テル（栄養学者、「長寿村」研究における先駆者、名誉教授）[1]
- 前川忠夫（農学者、香川大学学長、香川県知事）
- 高橋崇（歴史学者）
- 加藤孝義（心理学者、名誉教授）
- 遠藤哲夫（漢文学者、名誉教授）
- 山崎憲治（地理学者）
- 深澤秀男（東洋史学者、名誉教授）
- 見坊豪紀（日本語学者、辞書編纂者）
- 鈴木梅太郎 (教授)
- 牛渡克之（打楽器教授）